# Speedski-Weltmeisterschaften 2007
Die Speedski-Weltmeisterschaften 2007 (FIS Speedskiing World Championships) wurden vom 16. bis 19. April 2007 am Hang des Mont Fort im schweizerischen Verbier ausgetragen. Bei diesen Weltmeisterschaften wurden die neuen Klassen Speed 1, Speed 1 Junior, Speed Downhill und Speed Downhill Junior eingeführt.

## Teilnehmer
| Europa (11 Länder)                                                         | Europa (11 Länder)                                                   | Europa (11 Länder) |
| -------------------------------------------------------------------------- | -------------------------------------------------------------------- | ------------------ |
| - Deutschland - Finnland - Frankreich - Italien - Niederlande - Österreich | - Schweden - Schweiz - Spanien - Tschechien - Vereinigtes Königreich |                    |
| Amerika (1 Land)                                                           |                                                                      |                    |
| - Vereinigte Staaten                                                       |                                                                      |                    |

## Streckendaten
| Streckenname               | Mont Fort                 |
| Koordinaten                | 46° 4′ 49″ N, 7° 19′ 8″ O |
| Seehöhe Start              | 3330 m                    |
| Seehöhe Ziel               | 2900 m                    |
| Höhendifferenz             | 0430 m                    |
| Streckenlänge              | 0880 m                    |
| Durchschnittliches Gefälle | ?                         |

## Medaillenspiegel

### Nationen
| Platz | Land       | Gold | Silber | Bronze | Gesamt |
| ----- | ---------- | ---- | ------ | ------ | ------ |
| 1     | Frankreich | 4    | 1      | 1      | 6      |
| 2     | Italien    | 1    | 2      | 0      | 3      |
| 3     | Schweden   | 1    | 0      | 1      | 2      |
| 4     | Österreich | 1    | 0      | 0      | 1      |
| 5     | Schweiz    | 0    | 2      | 1      | 3      |

### Sportler
| Platz | Sportler(in)       | Land | Gold | Silber | Bronze | Gesamt |
| ----- | ------------------ | ---- | ---- | ------ | ------ | ------ |
| 1     | Simone Origone     | ITA  | 1    | 0      | 0      | 1      |
|       | Axel Joiris        | FRA  | 1    | 0      | 0      | 1      |
|       | Markus Münzers     | AUT  | 1    | 0      | 0      | 1      |
|       | Jimmy Montes       | FRA  | 1    | 0      | 0      | 1      |
|       | Sanna Tidstrand    | SWE  | 1    | 0      | 0      | 1      |
|       | Clarisse Jasmin    | FRA  | 1    | 0      | 0      | 1      |
| 7     | Jennifer Romano    | FRA  | 1    | 0      | 0      | 1      |
|       | Philippe May       | SUI  | 0    | 1      | 0      | 1      |
|       | Alberto Albertelli | ITA  | 0    | 1      | 0      | 1      |
|       | Mathieu Sage       | FRA  | 0    | 1      | 0      | 1      |
|       | Julien Kipfer      | SUI  | 0    | 1      | 0      | 1      |
|       | Elena Banfo        | ITA  | 0    | 1      | 0      | 1      |
| 13    | Bastien Montes     | FRA  | 0    | 0      | 1      | 1      |
|       | Alexandre Barblan  | SUI  | 0    | 0      | 1      | 1      |
|       | Emeli Wolff        | SWE  | 0    | 0      | 1      | 1      |

## Ergebnisse

### Männer
| Platz | Sportler            | Speed (km/h) | Klasse                |
| ----- | ------------------- | ------------ | --------------------- |
| 1     | Simone Origone      | 216.89       | Speed 1               |
| 2     | Philippe May        | 216.59       | Speed 1               |
| 3     | Bastien Montes      | 213.85       | Speed 1               |
| 4     | Jonathan Moret      | 213.56       | Speed 1               |
| …     | …                   | …            | …                     |
| 11    | Axel Joiris         | 208.02       | Speed 1 Junior        |
| 28    | Alberto Albertelli  | 184.98       | Speed 1 Junior        |
| …     | …                   | …            | …                     |
| 30    | Markus Münzer       | 181.01       | Speed Downhill        |
| 33    | Mathieu Sage        | 176.99       | Speed Downhill        |
| 34    | Alexandre Barblan   | 176.93       | Speed Downhill        |
| 35    | Francesco Saldarini | 176.41       | Speed Downhill        |
| …     | …                   | …            | …                     |
| 41    | Jimmy Montes        | 173.91       | Speed Downhill Junior |
| 42    | Julien Kipfer       | 172.14       | Speed Downhill Junior |

In der Speed 1-Klasse wurde der Italiener Simone Origone, in der Speed 1 Junior-Klasse der Franzose Axel Joiris, in der Speed Downhill-Klasse der Österreichische Markus Münzer und in der  Speed Downhill Junior-Klasse der Franzose Jimmy Montes Weltmeister.

### Damen
| Platz | Sportler        | Speed (km/h) | Klasse                |
| ----- | --------------- | ------------ | --------------------- |
| 1     | Sanna Tidstrand | 209.19       | Speed 1               |
| 2     | Elena Banfo     | 208.23       | Speed 1               |
| 3     | Emeli Wolff     | 208.08       | Speed 1               |
| 4     | Tracie Sachs    | 206.22       | Speed 1               |
| …     | …               | …            | …                     |
| 7     | Clarisse Jasmin | 159.03       | Speed Downhill        |
| …     | …               | …            | …                     |
| 6     | Jennifer Romano | 167.16       | Speed Downhill Junior |

In der Speed 1-Klasse wurde die Schwedin Sanna Tidstrand, in der Speed Downhill-Klasse die Französin Clarisse Jasmin und in der Speed Downhill Junior-Klasse die Französin Jennifer Romano Weltmeister.